# Chewbacca
Chewbacca és un personatge fictici a la sèrie de pel·lícules de La Guerra de les Galàxies. L'enorme i pelut wookiee és originari del planeta Kashyyyk. És un company inseparable de Han Solo, el copilot i mecànic de la nau Falcó Mil·lenari. Algunes de les seves habilitats són que té una força excepcional i que és un tirador de primera. Va lluitar en les guerres dels clon juntament amb el mestre Jedi Yoda i el dirigent militar Tarfful.

## Biografia de ficció
Chewbacca va néixer el 22 ABY al planeta Kashyyyk. Fa 2,20 metres d'alçada, és de l'espècie dels wookiee i està afiliat a l'Aliança Rebel i a la Resistència. És d'una gran noblesa i està sempre disposat a ajudar i protegir a qui considera part de la seva família i a lluitar per les causes que creu justes. De molt jove va explorar tots els racons del seu planeta natal, va viatjar a diversos planetes de la galàxia i va lluitar contra esclavistes trandoshans.
Quan el planeta Kashyyyk va ser esclavitzat per l'Imperi Galàctic, Chewbacca va ser rescatat per un jove pilot imperial, (Han Solo), a qui deu, doncs, la vida. Després de conèixer Luke Skywalker i la princesa Leia Organa, tots dos van ingressar a l'Aliança Rebel després d'una curta vida de traficants. Així, la nau de Han Solo, el Falcó Mil·lenari, es va convertir en una de les naus insígnia de la rebel·lió. Batalla rere batalla van contribuir a la caiguda de l'Imperi Galàctic a Endor, on van desactivar el generador d'escut de la segona Estrella de la Mort. Va lluitar a les guerres clon juntament amb el mestre Jedi Yoda i el dirigent militar Tarfful. Durant aquesta batalla van morir molts soldats wookiees.